# RuPaul's Drag Race Down Under
Drag Race Down Under es un programa concurso de telerrealidad sobre drag queens, basada en la serie estadounidense RuPaul's Drag Race, que se emitió por primera vez en 2019. Producido por World of Wonder y Warner Bros. International Television Production New Zealand, el programa se grabó en Auckland, Nueva Zelanda, y cuenta como participantes con drag queens de Australia, Nueva Zelanda y Samoa. La serie se estrenó el 1 de mayo de 2021. En Australia el programa se emite en el servicio de transmisión en línea Stan, en Nueva Zelanda en el servicio de video bajo demanda de la televisión pública neozelandesa TVNZ OnDemand, y el resto del mundo en la plataforma WOW Presents Plus.
Anunciada inicialmente como una versión del formato únicamente australiana, la producción fue trasladada a Nueva Zelanda debido a la evolución de la Pandemia de COVID-19 en Australia.
El comediante australiano Rhys Nicholson forma parte del jurado, junto al anfitrión y juez principal RuPaul y Michelle Visage, ambos procedentes del formato original.
Es la sexta versión internacional de la franquicia Drag Race que se anuncia, después de Drag Race Holland, Drag Race Thailand, RuPaul's Drag Race UK, Drag Race Canada y Drag Race España.

## Concursantes
Las drag queens que compitieron en la temporada 1 de RuPaul's Drag Race Down Under fueron:
(La edad y nombre de los participantes registrados al momento de la filmación)
| Concursante        | Edad | Origen                  | Posición   |
| ------------------ | ---- | ----------------------- | ---------- |
| Kita Mean          | 34   | Auckland, Nueva Zelanda | Ganadora   |
| Art Simone         | 28   | Geelong, Australia      | Finalistas |
| Karen from Finance | 32   | Melbourne, Australia    | Finalistas |
| Scarlet Adams      | 27   | Perth, Australia        | Finalistas |
| Elektra Shock      | 28   | Auckland, Nueva Zelanda | 5          |
| Maxi Shield        | 46   | Sídney, Australia       | 6          |
| Etcetera Etcetera  | 22   | Sídney, Australia       | 7          |
| Anita Wigl'it      | 31   | Auckland, Nueva Zelanda | 8          |
| Coco Jumbo         | 29   | Sídney, Australia       | 9          |
| Jojo Zaho          | 30   | Newcastle, Australia    | 10         |

## Primera temporada
| Concursantes       | 1    | 2    | 3    | 4    | 5    | 6    | 7    | 8        |
| ------------------ | ---- | ---- | ---- | ---- | ---- | ---- | ---- | -------- |
| Kita Mean          | SAFE | SAFE | HIGH | SAFE | HIGH | WIN  | BTM  | Winner   |
| Art Simone         | HIGH | ELIM |      | HIGH | LOW  | SAFE | LOW  | Finalist |
| Karen From Finance | WIN  | LOW  | SAFE | BTM  | LOW  | HIGH | LOW  | Finalist |
| Scarlet Adams      | HIGH | LOW  | WIN  | WIN  | SAFE | BTM  | WIN  | Finalist |
| Elektra Shock      | BTM  | LOW  | BTM  | SAFE | WIN  | LOW  | ELIM |          |
| Maxi Shield        | SAFE | LOW  | LOW  | HIGH | BTM  | ELIM |      |          |
| Etcetera Etcetera  | SAFE | SAFE | SAFE | LOW  | ELIM |      |      |          |
| Anita Wigl'it      | SAFE | WIN  | HIGH | ELIM |      |      |      |          |
| Coco Jumbo         | LOW  | BTM  | ELIM |      |      |      |      |          |
| Jojo Zaho          | ELIM |      |      |      |      |      |      |          |

     La concursante ganó el desafío semanal.
     La concursante recibió críticas positivas y quedó entre el top de la semana.
     La concursante recibió críticas y finalmente quedó a salvo.
     La concursante recibió críticas negativas, pero finalmente fue declarada a salvo.
     La concursante quedó nominada, teniendo que hacer lip sync para salvarse.
     La concursante fue eliminada.
^ La concursante fue elegida para volver a la competición

## Segunda temporada
| Concursantes    | 1    | 2    | 3    | 4    | 5    | 6    | 7    | 8        |
| --------------- | ---- | ---- | ---- | ---- | ---- | ---- | ---- | -------- |
| Spankie Jackzon | BTM  | WIN  | WIN  | HIGH | WIN  | HIGH | HIGH | Winner   |
| Hannah Conda    | HIGH | HIGH | SAFE | WIN  | WIN  | WIN  | BTM  | Finalist |
| Kween Kong      | LOW  | BTM  | SAFE | SAFE | WIN  | BTM  | WIN  | Finalist |
| Molly Poppinz   | WIN  | SAFE | SAFE | LOW  | BTM  | SAFE | ELIM |          |
| Beverly Kills   | SAFE | SAFE | BTM  | BTM  | SAFE | ELIM |      |          |
| Yuri Guaii      | HIGH | LOW  | WIN  | HIGH | ELIM |      |      |          |
| Minnie Cooper   | SAFE | HIGH | SAFE | ELIM |      |      |      |          |
| Pomara Fifth    | SAFE | SAFE | ELIM |      |      |      |      |          |
| Aubrey Haive    | SAFE | ELIM |      |      |      |      |      |          |
| Faux Fur        | ELIM |      |      |      |      |      |      |          |

     La concursante ganó Drag Race Down Under 2.
     La concursante ganó el desafío semanal.
     La concursante recibió críticas positivas y quedó entre el top de la semana.
     La concursante recibió críticas y finalmente quedó a salvo.
     La concursante recibió críticas negativas, pero finalmente fue declarada a salvo.
     La concursante quedó nominada, teniendo que hacer lip sync para salvarse.
     La concursante fue eliminada.

## Tercera temporada
| Concursantes     | 1    | 2    | 3    | 4    | 5    | 6    | 7    | 8          |
| ---------------- | ---- | ---- | ---- | ---- | ---- | ---- | ---- | ---------- |
| Isis Avis Loren  | SAFE | WIN  | HIGH | HIGH | HIGH | WIN  | WIN  | Winner     |
| Gabriela Labucci | HIGH | SAFE | WIN  | SAFE | HIGH | BTM  | BTM  | Finalist   |
| Flor             | HIGH | SAFE | HIGH | BTM  | SAFE | HIGH | WIN  | Eliminated |
| Hollywould Star  | WIN  | HIGH | SAFE | SAFE | WIN  | SAFE | ELIM |            |
| Bumpa Love       | SAFE | HIGH | HIGH | LOW  | BTM  | ELIM |      |            |
| Ashley Madison   | LOW  | SAFE | SAFE | WIN  | ELIM |      |      |            |
| Rita Menu        | SAFE | BTM  | BTM  | ELIM |      |      |      |            |
| Ivanna Drink     | SAFE | LOW  | ELIM |      |      |      |      |            |
| Ivory Glaze      | BTM  | ELIM |      |      |      |      |      |            |
| Amyl             | ELIM |      |      |      |      |      |      |            |

     La concursante ganó Drag Race Down Under 3.
     La concursante fue finalista de Drag Race Down Under 3.
     La concursante ganó el desafío semanal.
     La concursante recibió críticas positivas y quedó entre el top de la semana.
     La concursante recibió buenas críticas y finalmente quedó a salvo.
     La concursante recibió críticas negativas, pero finalmente fue declarada a salvo.
     La concursante quedó nominada, teniendo que hacer lip sync para salvarse.
     La concursante fue eliminada.

## Cuarta temporada
| Concursantes     | 1    | 2    | 3    | 4    | 5    | 6    | 7    | 8          |
| ---------------- | ---- | ---- | ---- | ---- | ---- | ---- | ---- | ---------- |
| Lazy Susan       | WIN  | WIN  | SAFE | SAFE | HIGH | WIN  | HIGH | Winner     |
| Vybe             | SAFE | HIGH | HIGH | HIGH | WIN  | LOW  | WIN  | Finalist   |
| Mandy Moobs      | SAFE | SAFE | HIGH | WIN  | LOW  | SAFE | BTM  | Finalist   |
| Freya Armani     | SAFE | LOW  | SAFE | BTM  | HIGH | HIGH | HIGH | Eliminated |
| Nikita Iman      | HIGH | SAFE | BTM  | HIGH | WIN  | BTM  | ELIM |            |
| Max Drag Queen   | HIGH | SAFE | BTM  | SAFE | BTM  | ELIM |      |            |
| Brenda Bressed   | SAFE | HIGH | WIN  | LOW  | ELIM |      |      |            |
| Lucina Innocence | BTM  | BTM  | SAFE | ELIM |      |      |      |            |
| Karna Ford       | BTM  | SAFE | ELIM |      |      |      |      |            |
| Olivia Dreams    | LOW  | ELIM |      |      |      |      |      |            |

     La concursante ganó Drag Race Down Under 4.
     La concursante fue finalista de Drag Race Down Under 4.
     La concursante ganó el desafío semanal.
     La concursante recibió críticas positivas y quedó entre el top de la semana.
     La concursante recibió buenas críticas y finalmente quedó a salvo.
     La concursante recibió críticas negativas, pero finalmente fue declarada a salvo.
     La concursante quedó nominada, teniendo que hacer lip sync para salvarse.
     La concursante fue eliminada.